# Milson von Bolt
Pour les articles homonymes, voir Bolt.
Lieutenant Ernst, Milson von Bolt : Né à Samter dans le duché de Poser, il est membre de la famille royale de Prusse, cousin du prince Frédéric Charles de Prusse, « stagiaire à la suite ». Il quitte le 4e régiment de hussards prussiens à la suite d’un duel et s’engage comme soldat à la Légion étrangère, le 24 février 1860. 
Deux ans plus tard, il est nommé sous-lieutenant. Chef de peloton du 1er escadron formé au Mexique, il est le premier officier du régiment étranger à être cité à l’ordre du corps expéditionnaire du Mexique pour avoir abattu le chef rebelle, l’alcade Antonio Diaz, et faisant par là, rompre l’ennemi, lors du premier accrochage de la Légion, le 20 avril 1863.
Il est fait chevalier de la Légion d’honneur le 13 mai 1863. Le 24 mars 1864, il est nommé aux compagnies d’élite.
Il quitte la Légion à l’issue de la campagne du Mexique en 1867.
Chef d’état-major du prince Frédéric-Charles, à la bataille de Coulommiers en 1870, il aurait 
fait dévier un tir d’artillerie qui avait pour objectif des légionnaires.

## Sources
- Centre de documentation de la Légion étrangère - JMO du Mexique[source insuffisante]